# 地区指導者
地区指導者（ちくしどうしゃ、独: Ortsgruppenleiter、オルツグルッペンライター）は、国家社会主義ドイツ労働者党（ナチ党）の役職であり、党の地区指導部（Ortsgruppe）の最高責任者である。

## 概要

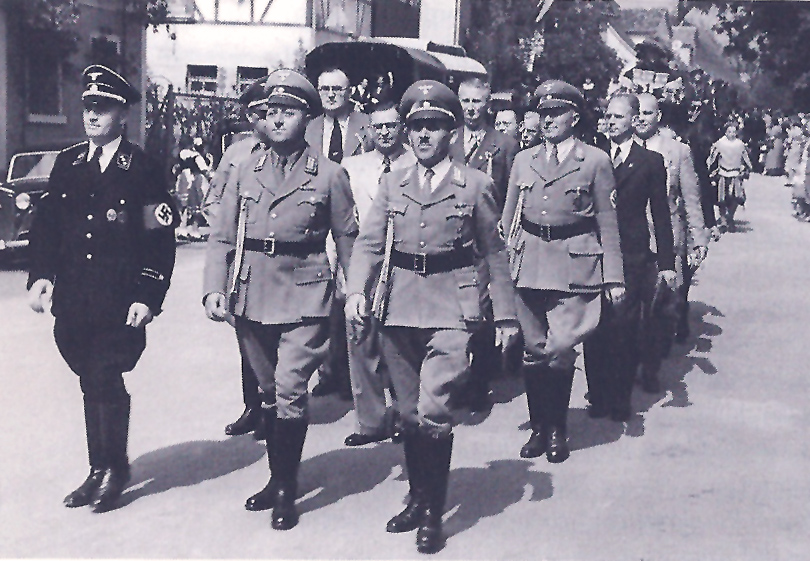
マルクグレーニンゲンの地区指導者（1938年以前）

地区指導部（Ortsgruppe）はナチ党の地方支部組織であり、管区指導部（Kreisleitung）の下に存在し、地区指導者（Ortsgruppenleiter）は各地区指導部の全権であった。1939年まで地区指導者には拠点分区指導者（Stützpunktleiter）が付き補佐官として機能していた。
農村部では最低1つ以上の市町村、都市では多くの市町村を管理していた。1936年の組織再編で1つの地区は、1,500世帯を超えてはならないように規定された。

## 実態

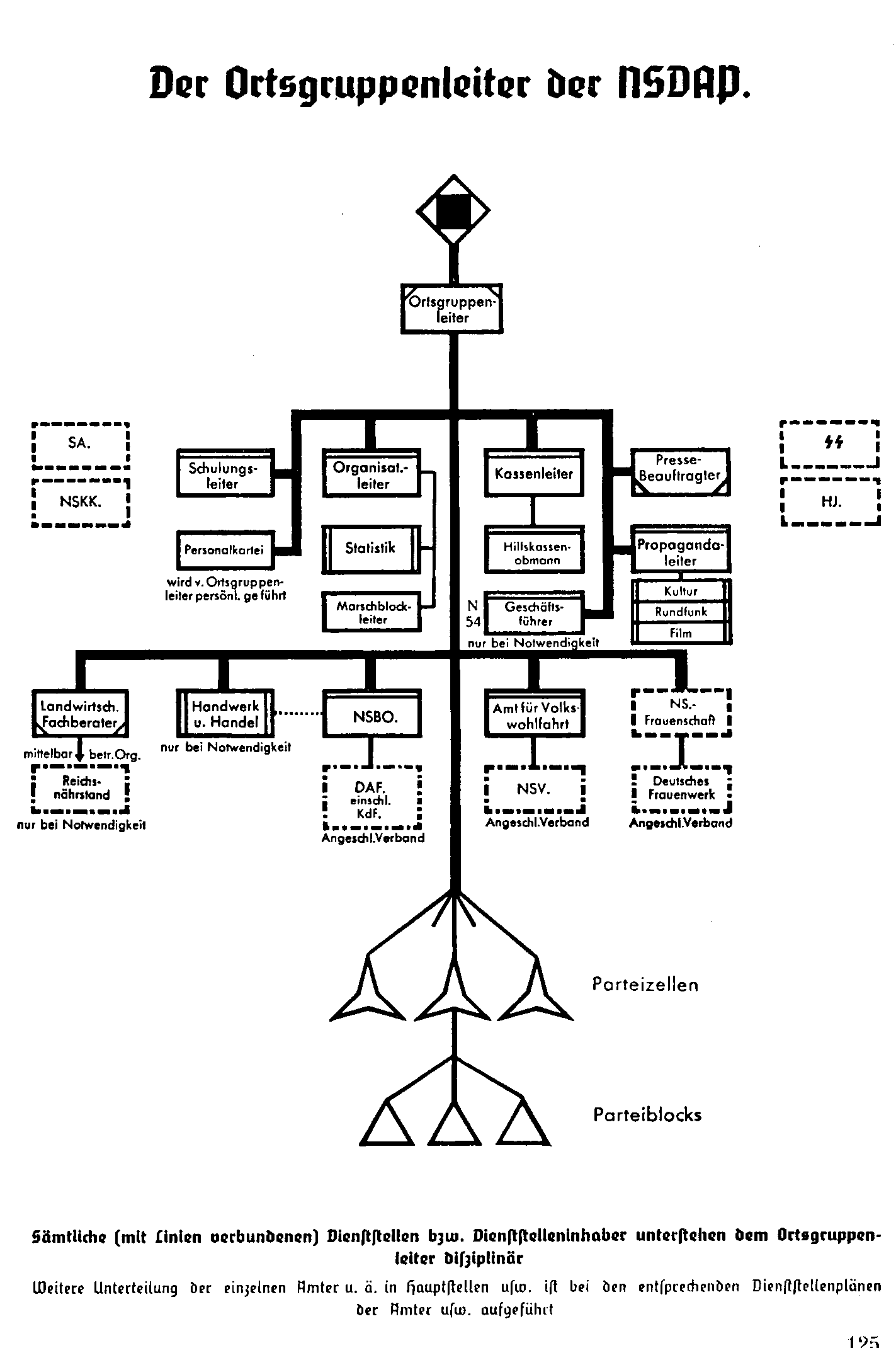
地区指導部の組織構造

地区は、通常8つの細胞で構成されており、それぞれ、細胞指導者（Zellenleiter）の管理下にあった。細胞は4〜8の街区で構成され、それぞれに街区指導者（Blockleiter）がついた。ナチ党の支所や関連団体（ドイツ労働戦線（DAF）、国家社会主義婦人連盟（NSF）、国家社会主義公共福祉（NSV）など）は、地元の地区指導部の指導下にあった。ほとんどの地区指導部は、その担当地域の自治体の名称を名乗り、そこが地区の拠点となっていた。
地区指導者は「政治指導者団（Korps der Politischen Leiter）」の下、党の非常勤の「公認管理者」であった。党の政治指導部において、地区指導者は下から3番目の序列となり、その下に細胞指導者と街区指導者（Blockwart）がついた。
地区指導者は、地区党員（50人以上～500人以下）だけでなく、地区の全世帯（150人以上～1500人以下）の非党員の一般住民も監督していた。また、細胞や街区の指導者は、現地の地区指導者に従属していた。地区指導者は党の地区指導に責任を負い、任命は大管区指導者によって下されていた。また、各地の地区指導者には拠点分区指導者という補佐官がついたが、1939年に廃止されている。地区指導部は通常、8つの細胞で構成され、担当する自治体の境界を超えてはならなかったが、人口の少ない農村部などでは複数の自治体を統括することになった。
党法上、地区指導者は、現行の自治体の党組織の議長に相当するが実際には、それぞれの地方指導者が市長や自治体を支配し、超法規で市長や自治体に指示を与えることが許可されていた。また、政府組織と党地区支部の間の責任は、決して明確に区分されていなかった。市長と地区指導者の間では、しばしば方針を巡って協力と反発が続発し、責任の所在がはっきりしないため時には混乱した状況に陥り、住民の不安を助長することになった。
地区指導者の主な任務は「適切な催しによって住民を国家社会主義に向かわせる」ことと、「各市議会議員である政治指導者に、市の計画や決定について報告させ、必要に応じて党代表に報告させる」ことであった。この「党代表」は、通常、党の管区指導者であった。地区指導者は、党員だけでなく「担当地区の全住民の動向」の報告も行っていた。
地区指導者は「地区指導部本局（Ortsgruppendienstelle）」の建物に居住していたが、そこには党の労働戦線（DAF）、婦人連盟（NSF）、公共福祉（NSV）の現地代表も居住していた。党のこれらの地方小組織の代表者は、地区指導者と共に『地区指導幕僚部（Ortsgruppenstab）』を形成し、地区における教育、組織、管理、宣伝を統轄していた。
現地の地区指導者は、党員のみならず、地区の全住民を対象とした質問調査（アンケート）を実施するように指示されており、45項目からなるこの調査では、地区における国家社会主義の政治的信頼性を調査していた。

## 地区旗

アルトドルフ地区旗

各地区支部には地区旗が存在し、旗は国家装備統制局（RZM）より供給されていた。
旗本体は長さ140cm、高さ120cmの幅を持ち、銀色の装飾紐で縁取られる。旗の表裏両面には、直径90cmの白の布製の台布が付き、其の上に正方形の一辺の長さが60cm、棒の太さが12cmのハーケンクロイツが刺繍される。
旗の左上部には地区支部名を表示する16×21cm幅の薄茶色台布が付き、周囲に幅1cmの水色の縁取りが付いた。文字は白のゴシック体で刺繍された。また、旗の先端には銀色の党鷲章が配された。
（以下、ナチ党組織要覧より）
地区旗は地区指導者の要請に基き大管区指導者から掲揚の権利を付与される。
地区旗は各地域の党支部を示す神聖なる紀章であり、党員はその旗の下に結束される。
現地の地区本部に掲揚される。該当地がない場合、地区指導者は旗に名誉を与えうるべき場所が選定され、地区旗は党の行事に於て携行される。
各地区指導者は現役の政治指導部員の中から旗手という栄誉ある役目を与える権利を有する。旗手は特に功績のある指導部員から使命する。
旗手は自らの任務の重要性を確認せねばならない。「譬、民衆倒れしも旗は立つ」という言葉は其の者の規律となる。

## 地区に於る各行事[3]

### 指導者会合

#### a) 地区指導者主催の指導者会合（月1回）
（参加人員）
- 地区指導者
  - 室長
  - 細胞指導者
  - 街区指導者（要請のある場合）
  - 細胞代表員
  - 街区代表員
  - 細胞監査役
  - 街区監査役
  - 婦人連盟街区担当長
  - 地域組合長（要請のある場合）
  - 管区指導部各局代表（法務、公衆衛生、公務、共同政治局等）

#### b) 細胞指導者主催の指導者会合（月1回）
（参加人員）
- 細胞指導者
  - 街区指導者
  - 細胞代表員
  - 細胞監査役
  - 婦人連盟細胞担当長

#### c) 街区指導者主催の指導者会合（月1回）
（参加人員）
- 街区指導者
  - 街区代表員
  - 街区監査役
  - 婦人連盟街区担当長
  - 街区補助員

### 党大会
以下は地区の全党員が参加するものとされた。　
- 1.地区に於る地域呼集（指導者会合a)と代用可。毎月1回）
- 2.管区指導部による呼集（3ヶ月に一回）
- 3.大管区大会（3年毎に開催）
- 4.管区大会（大管区大会が催される年は中止する。毎年1回）

### 研修会
- 1.参加資格者：地区代表員、監査役、一般役員、婦人連盟担当長等。可能であれば教育担当者は昼間、夜間に渡る研修会を実施する。（毎月1回）
- 2.日曜研修会：党細胞及び街区指導の方向性統一を示す為、細胞・街区指導者の参加が望まれた。（毎週日曜6回）

これ等の研修会は地区の全政治指導部員が参加可能であった。また、同時に体力訓練も実施された（毎月2回）。

### 地区細胞内に於る行事
地区の細胞に於る催しは、学習会に加え『我が闘争』各章の朗読会が開かれた。他には「歓喜力行団」や各地域の党組合を通じての文化活動が催され、サイクリング会、ハイキング、博物館見学、映画・演劇鑑賞会等が行われた。これ等、全行事の実施は細胞指導者の管轄下にあった。

### 地区総会
地区総会は地区内の全党員が必ず参加すべきものとされた（可能な限り毎年1回開催）。

### 公式行事
各地区は、以下の実施を厳守するよう布告されていた。
- 地区は公式行事を最低1回は開催する。
- 公式行事は少なくとも四半期ごとに開催される。
- 尚、映画鑑賞会や其等に準ずるものは公式行事としては看なされない。

また、地区の街区指導者は党の主要行事（1月30日（政権獲得記念）、4月20日（総統誕生祝賀）、5月1日（労働記念日）、全国党大会、感謝祭、11月9日（ミュンヘン一揆記念））以外の行事主催を勤める事は禁止されていた。

## 地区指導部組織一覧[4]
- 地区指導者（Ortsgruppenleiter）
  -  出納局（Kassen）
    -  党基金管理室（Hilfskassen）

  -  組織指導局（Organisation）
    -  統計本部（Statistik）
    -  街区指導者活動課（Marschblockleiter）

  -  宣伝室（Propaganda）
    -  文化担当総本部（Kultur）
    -  放送担当総本部（Rundfunk）
    -  映像担当総本部（Film）

  -  出版担当室（Pressebeauftragter）
  -  教育指導室（Schulung）
    -  党員名簿管理所（Personalkartei）

  -  党経営細胞組織（英語版）（NSBO）及び労働戦線（DAF）担当局（NSBO.DAF.）
  -  手工業及び商業担当部（Handwerk u. Handel）
  -  農政顧問（Landwirtsh Fachberater） － （全国農業生産者協会（英語版）（RNST）傘下）
  -  国民公共福祉局（Amt für Volkswohlfahrt） － （国家社会主義公共福祉（NSV）傘下）
  -  党細胞（Parteizellen）
  -  党街区（Parteiblocks）
  -  党婦人連盟及びドイツ婦人事業団（英語版）組合
  -  突撃隊組合（SA.）
  -  親衛隊組合（ᛋᛋ.）
  -  ヒトラーユーゲント組合（HJ.）
  -  党自動車軍団組合（NSKK.）

## 各主幹[5]
- 地区組織指導者（Ortsgruppenorganisationsleiter）
- 地区教育指導者（Ortsgruppenschulungsleiter）
- 地区宣伝指導者（Ortsgruppenpropagandaleiter）
- 地区出納長（Ortsgruppenkassenleiter）
- 地区党基金担当（Ortsgruppenhilfskassenobmann）

## ギャラリー

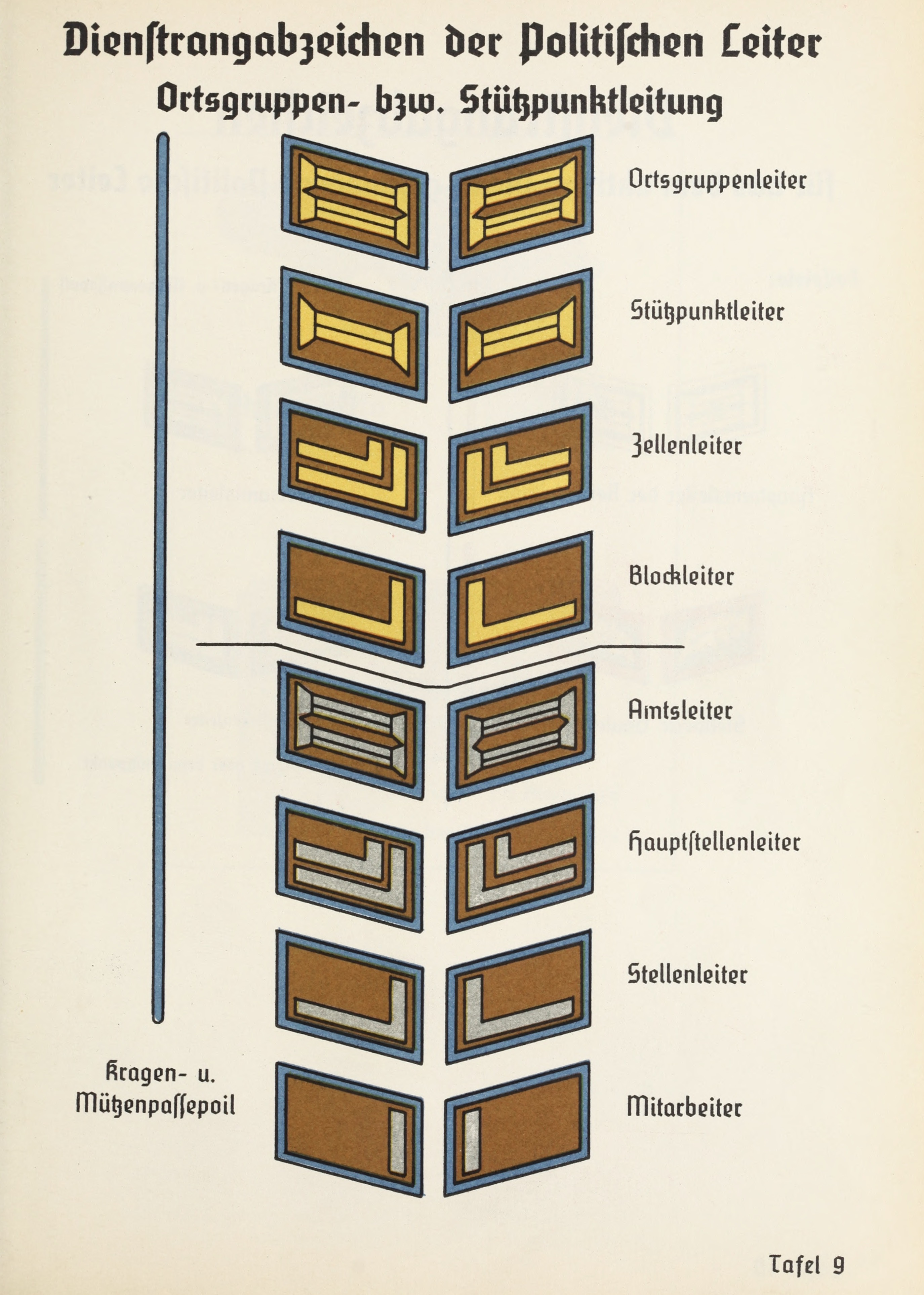
1934年～1938年までの地区指導部の襟章
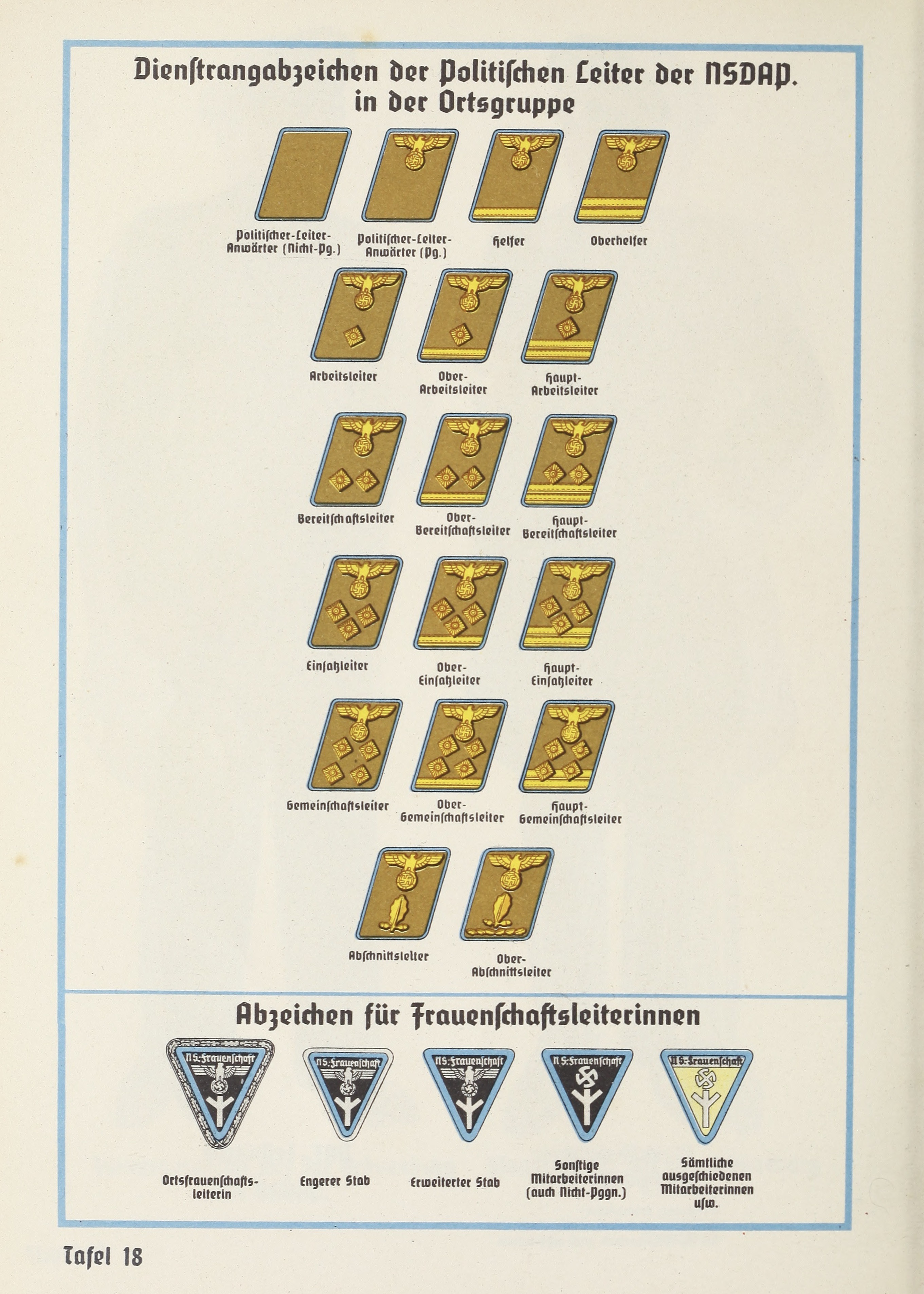
1939年以降の地区指導部に配属される党員の階級区分（襟章）
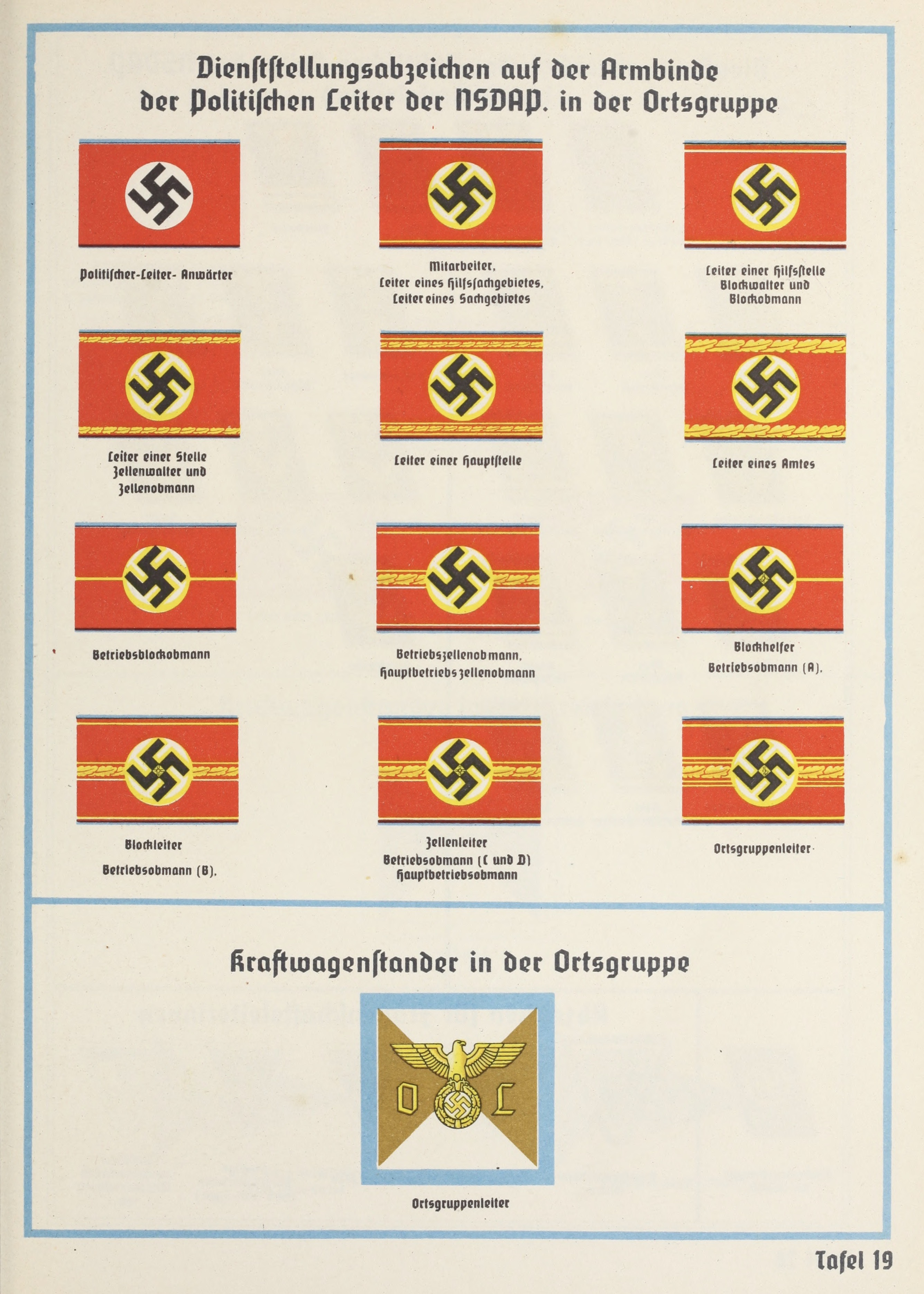
地区指導部職員の腕章（1939年以降）
1930-34年までの地区指導者腕章
地区指導者腕章（1939年制定版）
地区指導者の襟章（1932年制定版）
地区指導者の襟章（1933年制定版）
地区指導者の襟章（1936年制定版）
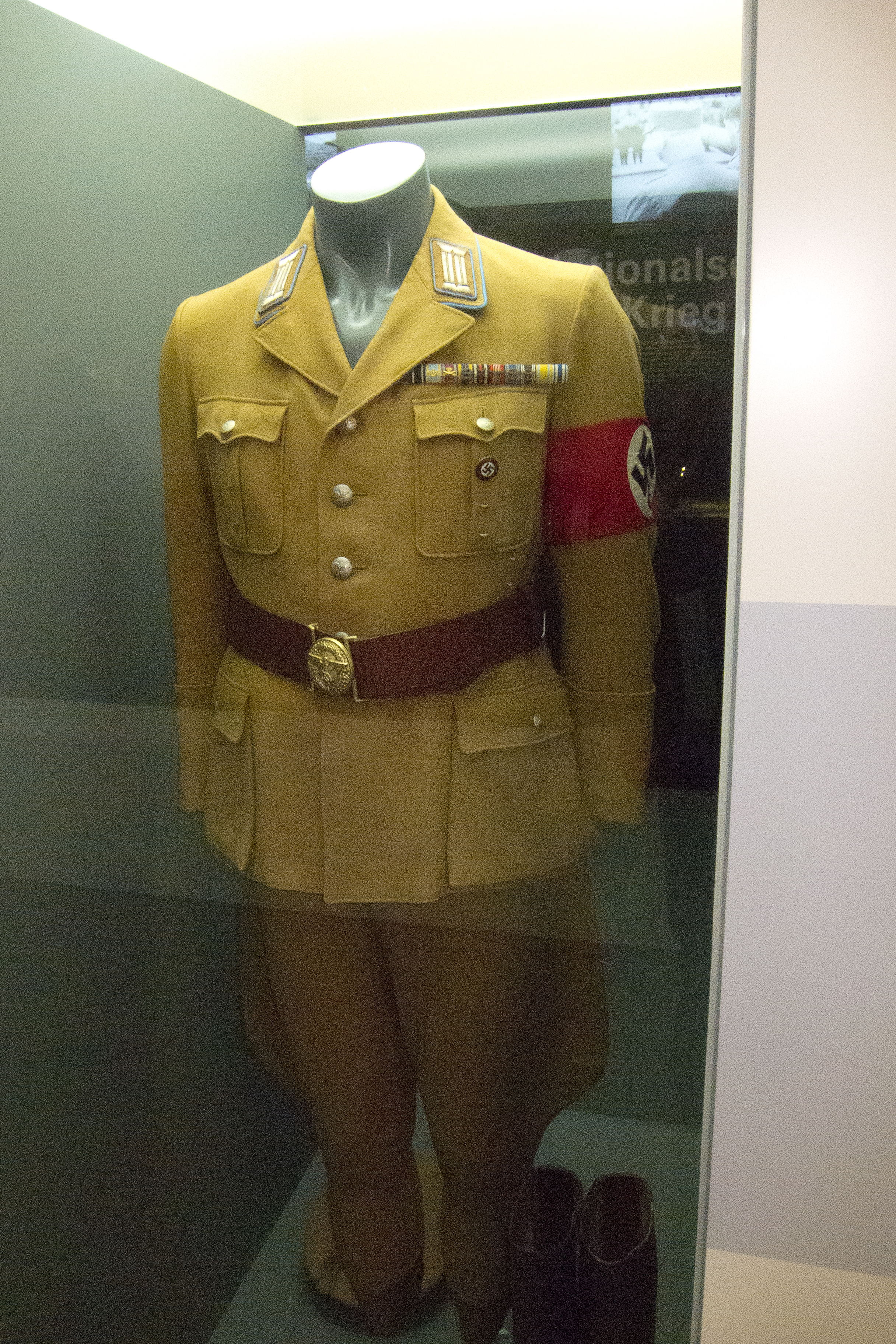
地区指導者の制服（1939年以前）
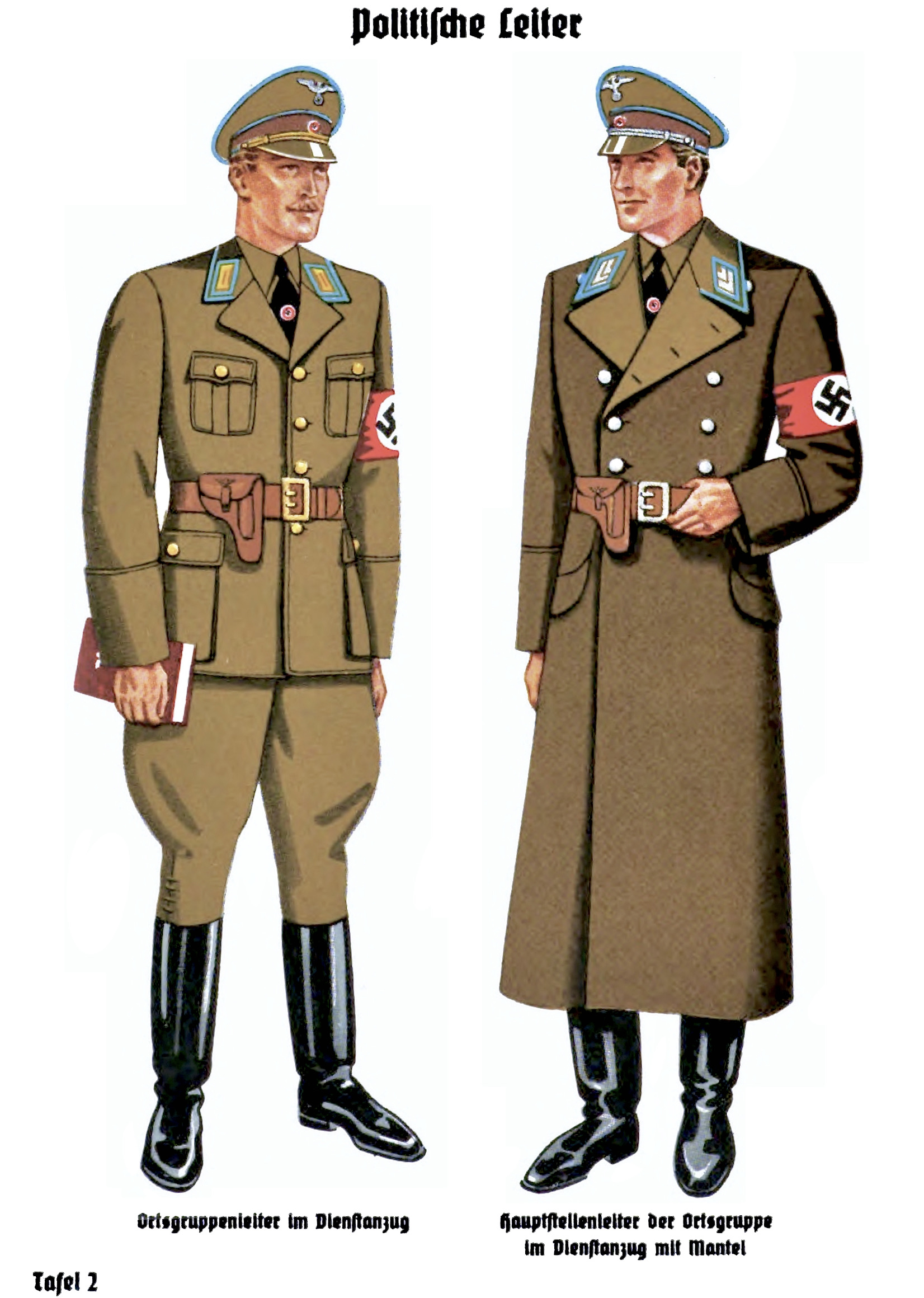
1938年の地区指導者の制服（左）と地区事務総長のオーバーコート（右）
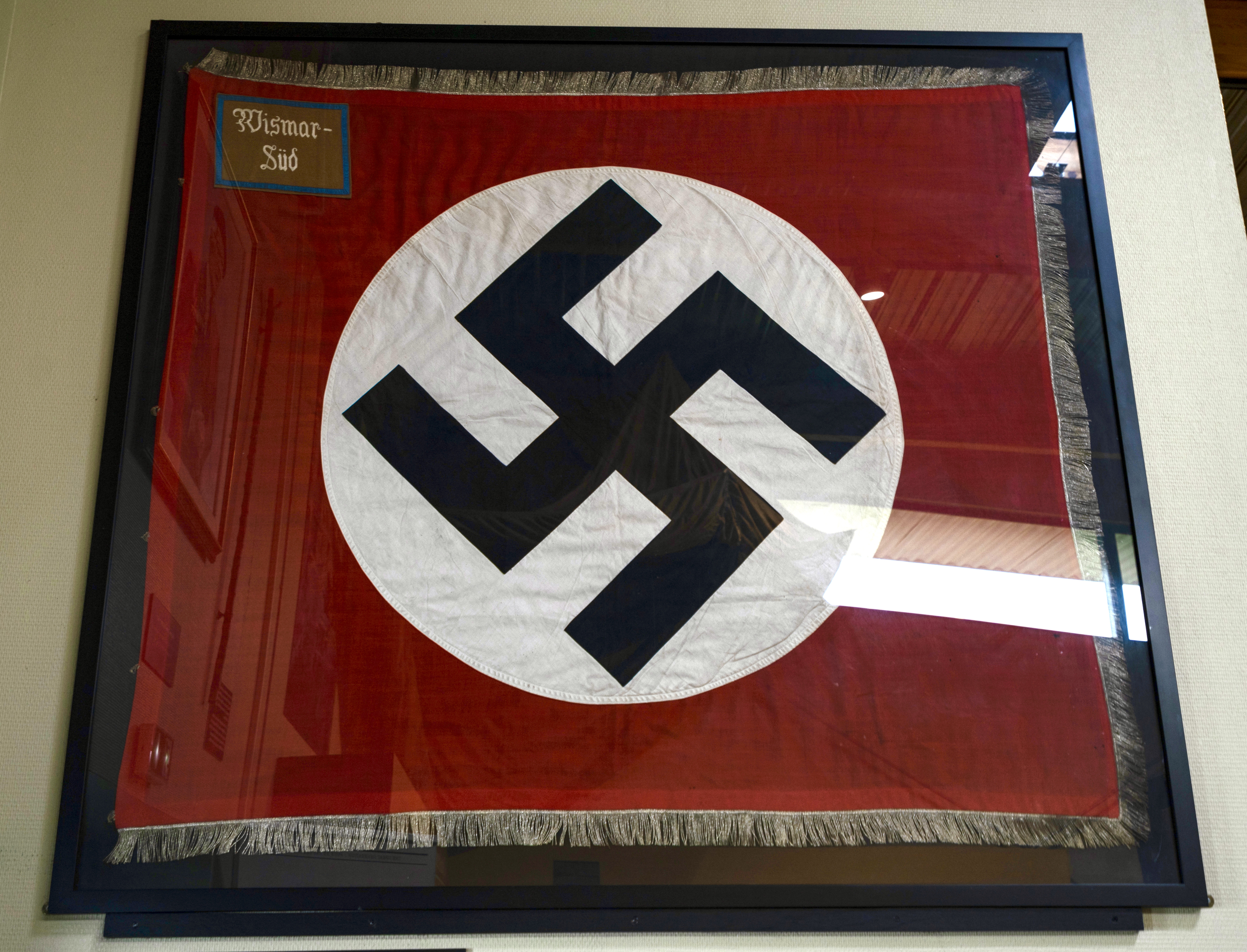
「ヴィスマール南」地区旗